# 今大路
今大路（いまおおじ）は、鎌倉幕府による都市計画の中核を成す「六大路」の一つで、『吾妻鏡』に記されている武蔵大路の一部かと思われる。若宮大路の西側を併走する南北の基幹大路であった。亀が谷坂切通しや化粧坂切通しを越えて扇ガ谷に入る街道は、寿福寺門前で「窟小路」と接続していた。これをそのまま南行させ、裁許橋の先で「大町大路」、六地蔵前で「車大路」を横切り、由比ガ浜に至る大路としたものと考えられる。

## 現状
現在の道路も、「今大路」に概ね沿って走っており、今では「今小路」と呼ばれている。

### 今大路沿いの主な社寺
- 寿福寺 - 鎌倉五山第3位。臨済宗。山号は亀谷山、開基は北条政子、開山は栄西。
- 英勝寺 - 浄土宗。開基は太田道灌の子孫で徳川家康の側室であった英勝尼。鎌倉に現存する唯一の尼寺。

### 現・今小路沿いの主な施設
- 鎌倉市役所
- 鎌倉市立御成小学校